# Tal Total

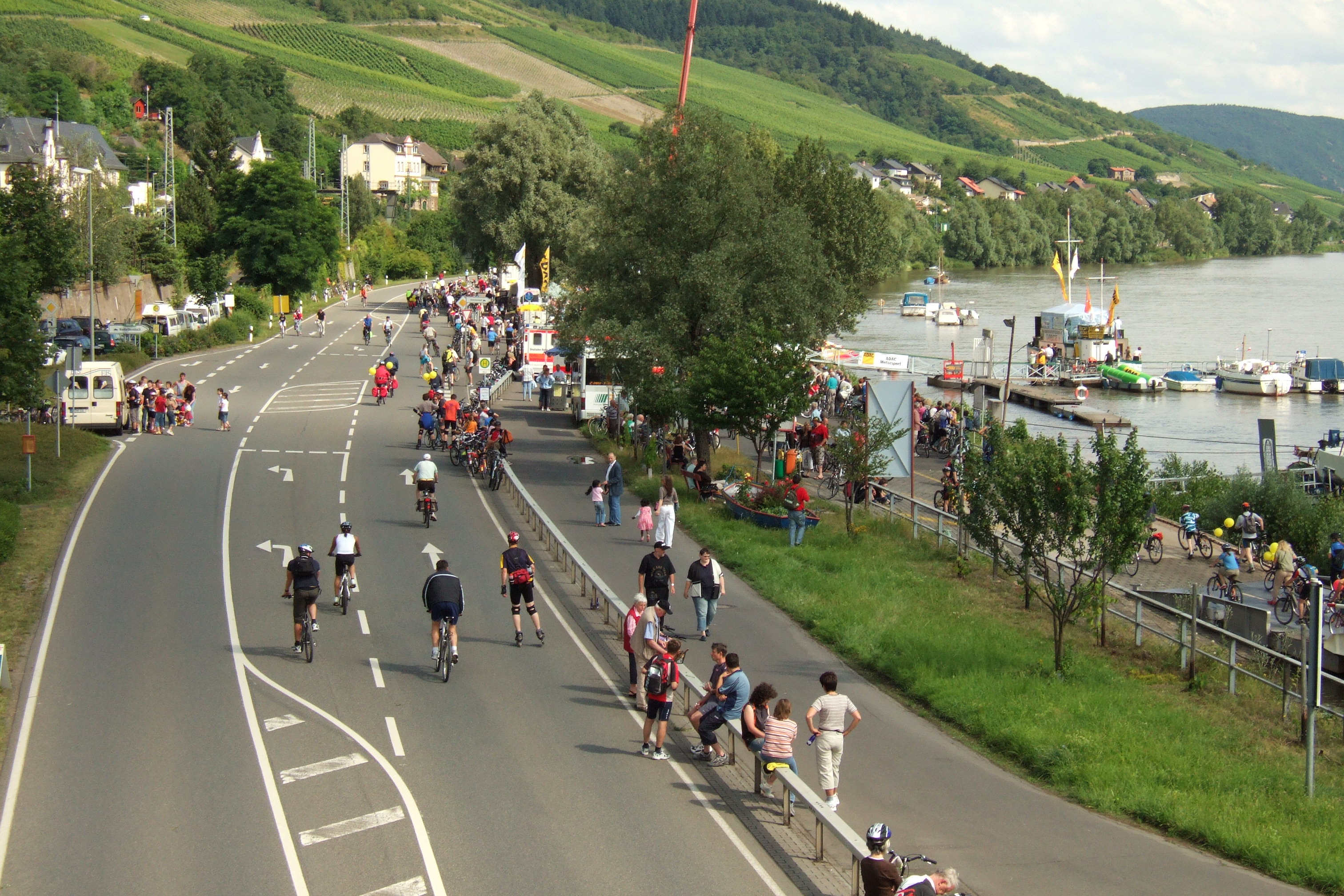
Cyclistes sur la B 42 près de Lorch

Tal toTal – Autofreies Rheintal est un grand événement qui, depuis 1992, a lieu le dernier dimanche de juin dans la vallée du Rhin moyen (Mittelrheintal). Pendant l'événement, les routes B 42 (entre Rüdesheim et Lahnstein) et B 9 (entre Bingerbrück et Koblenz-Stolzenfels) sont verrouillées pour tout trafic automobile. Le blocage s'effectue entre 10 h et 18 h (jusqu'en 2013 : de 9 à 19 heures). Pendant ce temps, les deux routes sont exclusivement réservées au trafic non motorisé.
Selon les estimations de l'office de tourisme lors de la Tal Total jusqu'à 150.000 cyclistes, rollers et piétons se trouvent sur cet itinéraire de 120 kilomètres. Dans les villages le long du Patrimoine mondial de la vallée du Rhin, un vaste programme avec des fêtes et des concerts est offert. Entre Wiesbaden et Koblenz des trains spéciaux sont utilisés pour faciliter aux participants l'arrivée et le départ. Les médias de la station de radio SWR1 accompagnent la Tal Total. Le Programme comprend également une course de bateau à moteur à Lorch organisé par l'ADAC.
L'événement est organisé par la Touristikgemeinschaft im Tal der Loreley à Saint-Goar. Un événement semblable a lieu le long de la vallée de la Moselle nommé Happy Mosel.

## Impressions

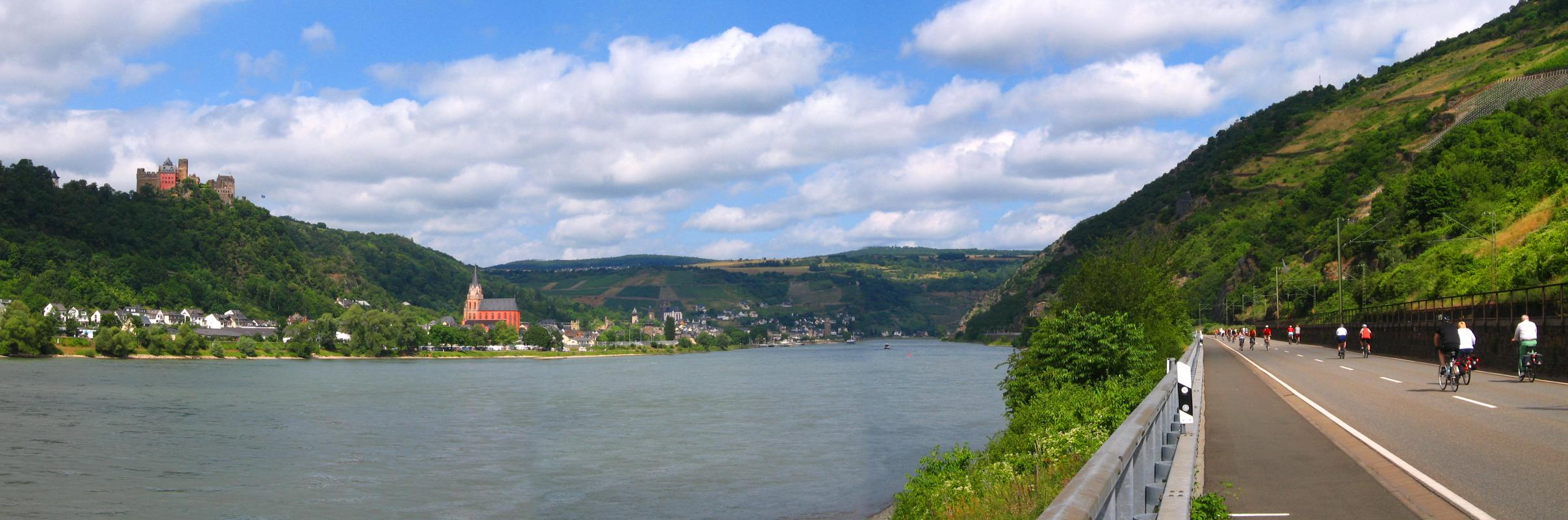
Oberwesel 2008
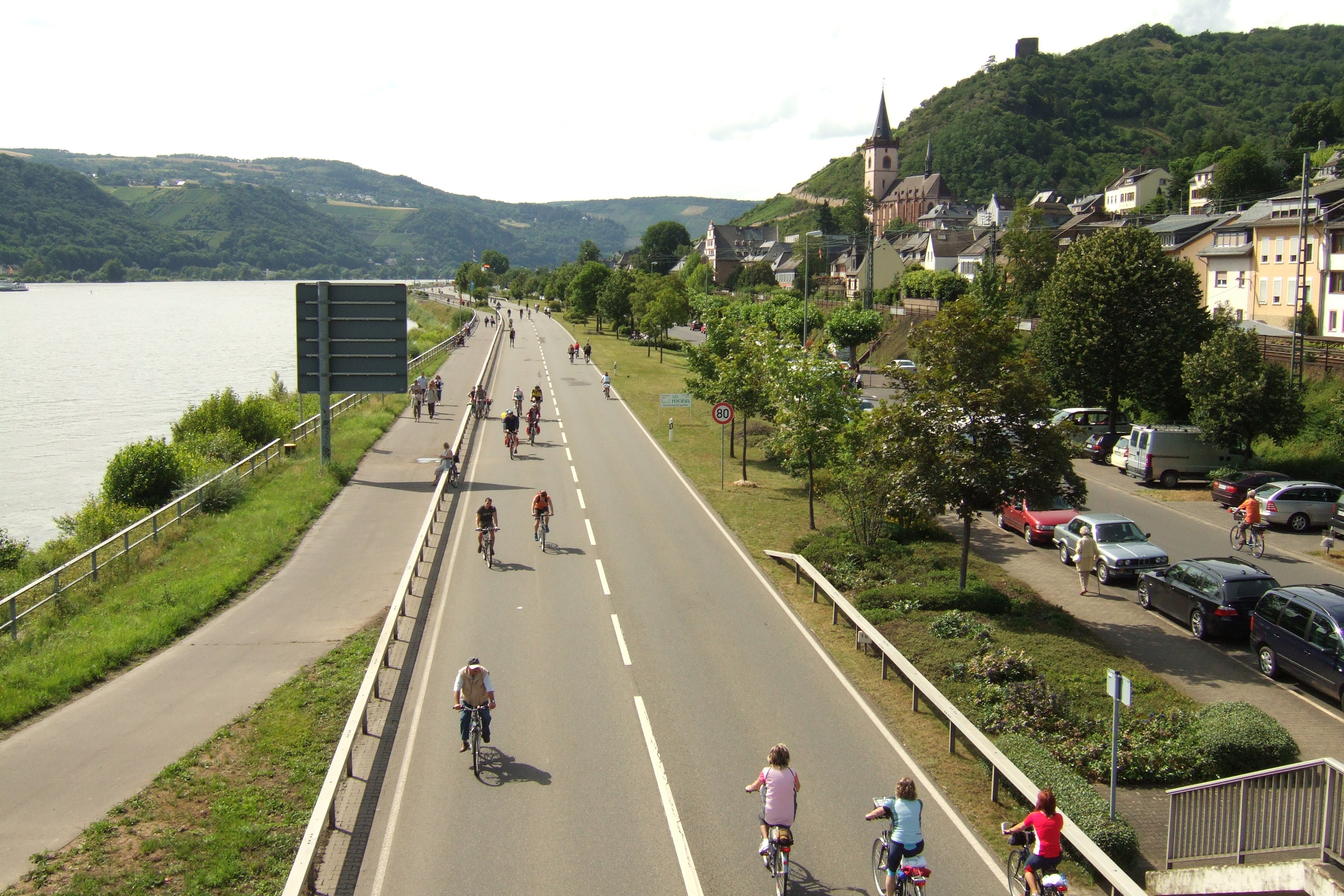
Lorch 2007
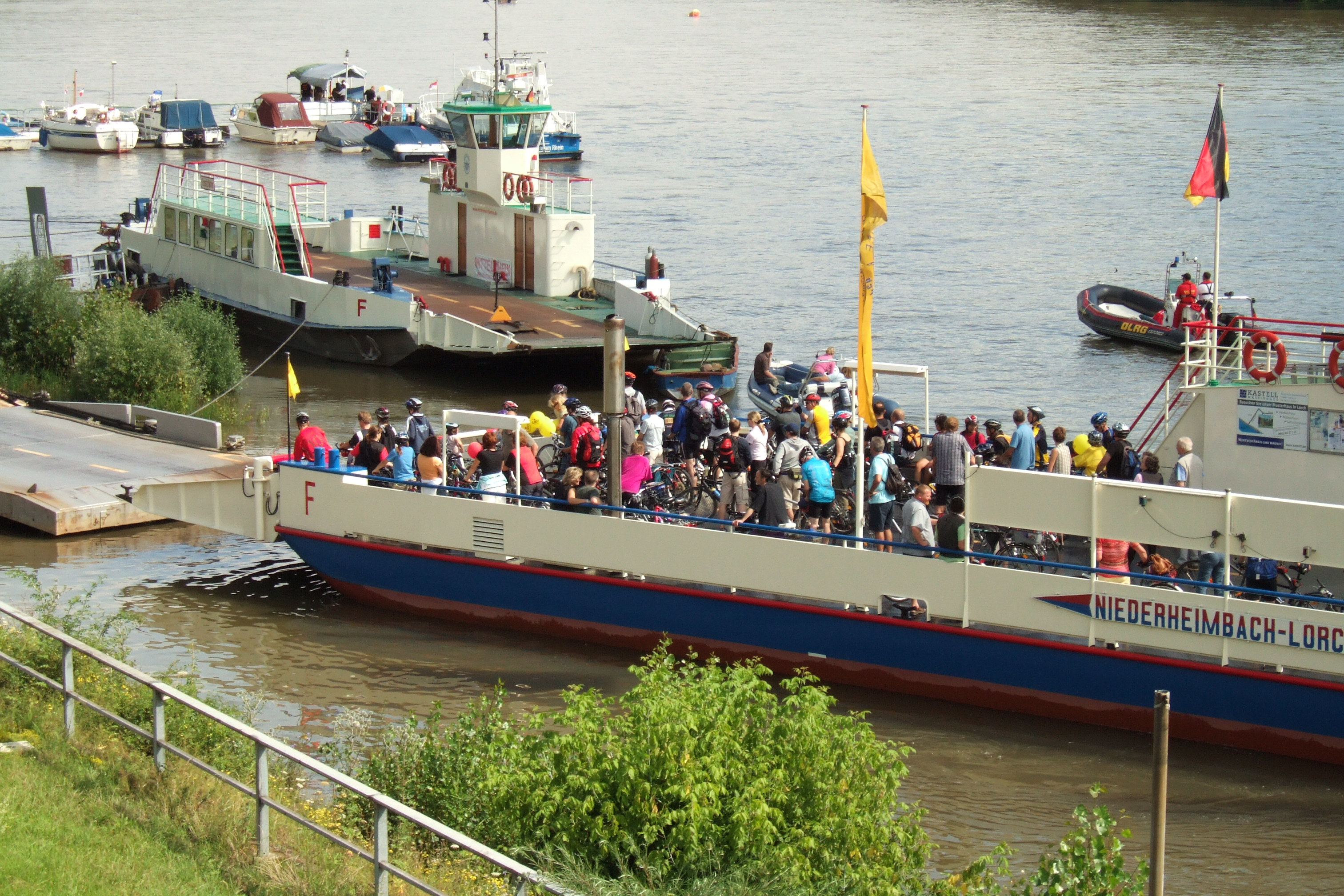
Lorch 2007